# John Jacob Lavranos
John Jacob Lavranos, né le 29 mars 1926 à Corfou est un botaniste sud-africain.